# نهائي كأس رابطة الأندية الإنجليزية المحترفة 2002
نهائي كأس رابطة الأندية الإنجليزية المحترفة 2002 هي المباراة النهائية من منافسة كأس رابطة الأندية الإنجليزية المحترفة 2001–02، أقيمت المباراة في 24 فبراير 2002، في ملعب الألفية، بين فريقي بلاكبيرن روفرز، وتوتنهام هوتسبير، وفاز فيها بلاكبيرن روفرز، بعد أن هزم توتنهام هوتسبير، بنتيجة 2 - 1، وكان حكم المباراة غراهام بول.

## تفاصيل المباراة
لعبت المباراة النهائية في 24 فبراير 2002.
| بلاكبيرن روفرز | 2 -1 | توتنهام هوتسبير |
| -------------- | ---- | --------------- |
|                |      |                 |